# Gabriel Ernesto Pereyra
Gabriel Pereyra (Carlos Pellegrini, Provincia de Santa Fe, Argentina, 28 de febrero de 1978) es un exfutbolista y director técnico argentino. Su posición fue de mediocampista y su último equipo como jugador fue defensores de Belgrano.

## Futbolista
Gabriel Ernesto Pereyra hizo parte de su carrera futbolística en Argentina,surgió de las inferiores del club San Martín de Carlos Pellegrini, su ciudad natal. Sus inicios los tuvo en River Plate, un equipo al que le guarda mucho cariño porque desde niño fue hincha y fue algo muy lindo para él, haber podido formar parte de las filas de este gran equipo.
Debutó en el Club Atlético River Plate en 1998 a los 20 años de edad, después de su debut en ese mismo año paso al Club Atlético Defensores de Belgrano de la segunda división de Argentina. 

### Defensores de Belgrano
Durante su paso por Defensores jugó 57 encuentros, marcando 12 goles.
En ese equipo dejó un buen sabor de boca en toda la afición de Defensores, llegando a ser una gran figura. Para muestra sólo basta entrar a la sección de Ídolos en la página de Defensores de Belgrano donde encontraremos comentarios como este hecho por el mismo Webmaster de este equipo: " Gaby Pereyra: El último gran ídolo. Si bien no jugó muchos años en Defensores y no pudo consagrarse campeón, la calidad en su juego y el compromiso que tuvo siempre para defender nuestros colores, nos permite catalogarlo como ídolo. Prometió retirarse en el Dragón. ¡¡Un maestro!! "

### River Plate
Después de un gran paso por Defensores regresó a River Plate en 1999 y en el Torneo Clausura 2000 sale campeón con River por primera vez. En total Gabriel jugó 43 partidos con River Plate y fue campeón 2 veces. Una ya mencionada en el 2000 y otra en el clausura 2004. En River tuvo una gran época donde hizo grandes amigos y fue un volante muy regular que fue de gran ayuda para obtener el título del 2004. Jugó 9 partidos como titular y 3 entró de cambio marcando en su cuenta personal 2 goles.

### Cruz Azul
Llega a México a préstamo por un año con el Cruz Azul, para jugar al lado de algunos jugadores ya conocidos en el fútbol mexicano como Daniel Ludueña, Cristian Nasuti y "Pipino" Cuevas. En el conjunto mexicano debutó en el torneo Clausura 2005 en un partido contra Jaguares, entrando de cambio en el minuto 53. Poco a poco se fue ganando un puesto en la Máquina y en el Torneo Apertura 2005 anotó para su cuenta personal 6 tantos lo que lo convierten en el 3.er. anotador del equipo (anotó contra: Jaguares (2), Pumas, Atlante, Tigres y San Luis).

### Atlante
Para el torneo Apertura 2007 emigró a préstamo al Atlante, convirtiéndose en pieza clave del equipo. En este torneo jugó 16 partidos como titular de los 23 que jugó, todo ello a pesar de tener una lesión importante que no le permitió jugar algunos partidos. Finalmente, logró ganar el título del campeonato mexicano en el Apertura 2007.
En el 2009 logra conquistar con Atlante la Liga de Campeones de CONCACAF, con lo que se ganó su derecho a jugar en la Copa Mundial de Clubes de la FIFA, ese mismo año. En el Mundial de Clubes celebrado en Emiratos Árabes Unidos, los potros tuvieron una regular actuación, quedando en el 4o lugar del certamen.

### Puebla
El 27 de mayo de 2010 es fichado por el Puebla Fútbol Club, otro equipo de México. Allí hizo una gran labor y es el día de hoy que es reconocido por la afición de La Franja. 

### Estudiantes Tecos
En el 2012, emigró a préstamo por seis meses al Club Deportivo Estudiantes Tecos.

### Se retira en Defensores de Belgrano
En el 2012 el "Gaby" decide jugar nuevamente en Argentina, con su antiguo club Defensores de Belgrano y así retirarse de las canchas como futbolista activo.

## Director Técnico

### Atlante en el Ascenso MX
Apertura 2014
En el verano del 2014 es nombrado junto a Gaston Obledo responsable técnico del Atlante FC en la Liga de Ascenso MX, la segunda categoría del fútbol mexicano.
En el Apertura 2014, tuvo un desempeño regular, al conseguir entrar a la liguilla por el título, sin embargo Atlante FC fue eliminado en cuartos de final por su clásico rival el Necaxa.
Clausura 2015
Con un plantel reforzado, Atlante inicia de manera prometedora el Clausura 2015, con victorias en las primeras 4 jornadas, tomando el liderato absoluto de la competencia. El 6 de marzo tras perder 2-0 con Zacatecas, da un paso al costado, dejando al equipo con una pésima racha de 4 derrotas y 1 empate en sus últimos 5 encuentros.
Apertura 2018
En junio de 2018, Pereyra inició su segunda etapa al frente del Atlante. En el Apertura 2018 finalizó en tercera posición general con 30 puntos producto de 10 victorias y cuatro derrotas. En la fase de liguilla, el equipo llegó hasta las semifinales donde fue eliminado por el Atlético de San Luis quedando a un gol de lograr el pase a la final.
Clausura 2019
Para el Clausura 2019, Pereyra continuó al mando del Atlante, se mantuvo la mayor parte del torneo en zona de liguilla, sin embargo, al finalizar el torneo concluyó la novena posición y con esto el equipo quedó fuera de la fase de campeonato luego de caer por 2-1 ante Potros UAEM en la última jornada. El 7 de mayo de 2019 fue cesado del cargo por la directiva del club.

### Cafetaleros de Chiapas en el Ascenso MX
Apertura 2019
El 30 de mayo, Pereyra fue presentado como nuevo entrenador de Cafetaleros de Chiapas, equipo que también disputa el Ascenso MX de cara al Torneo Apertura 2019.

## Trayectoria

### Como jugador
| Periodo   | Club              |
| --------- | ----------------- |
| 1998      | Platense          |
| 1999-2005 | River Plate       |
| 2006-2007 | Cruz Azul         |
| 2007-2010 | Atlante           |
| 2010      | Monarcas Morelia  |
| 2011-2012 | Puebla            |
| 2012      | Estudiantes Tecos |
| 2013      | Guaraní           |

### Como entrenador
| Club                     | País      | Año         |
| ------------------------ | --------- | ----------- |
| Atlante                  | México    | 2014 - 2015 |
| Defensores de Belgrano   | Argentina | 2016 - 2017 |
| Atlante                  | México    | 2018 - 2019 |
| Cafetaleros de Tapachula | México    | 2019        |
| Cimarrones de Sonora     | México    | 2020 - 2022 |
| Atlético Morelia         | México    | 2022 - 2023 |
| Deportivo Malacateco     | Guatemala | 2023-2024   |
| Sociedad Deportiva Aucas | Ecuador   | 2024-2025   |

## Palmarés

### Campeonatos nacionales
| Título           | Club        | Año           |
| ---------------- | ----------- | ------------- |
| Primera División | River Plate | Clausura 2000 |
| Primera División | River Plate | Clausura 2004 |
| Primera División | Atlante     | Apertura 2007 |

### Campeonatos internacionales
| Título                  | Club    | Año     |
| ----------------------- | ------- | ------- |
| Liga Campeones CONCACAF | Atlante | 2008/09 |